# 板倉重寛
板倉 重寛（いたくら しげひろ）は、江戸時代前期から中期にかけての大名。信濃国坂木藩主、陸奥国福島藩主。官位は従五位下・甲斐守。重昌流板倉家第4代。

## 生涯
板倉重種の長男として誕生した。正室は亀井茲政の娘。
重寛の父・重種は一時、叔父（重寛の大叔父）の旗本板倉重直の養子だった。重種が寛文12年（1672年）に生家・本家に戻った後、子の重寛が代わって重直の養子になったが、結局延宝9年（天和元年・1681年）9月12日に重種の下に戻され嗣子となった。このため父の嗣子として養育されていた従兄の板倉重宣の立場が後退、家中に対立が生じた。天和3年（1683年）、父が5代将軍・徳川綱吉の世嗣問題とお家騒動の責任を取らされて信濃坂木に左遷、隠居した後に家督を継承する。この時、2万石を重宣に分与して3万石となる。
元禄15年（1702年）12月21日、陸奥福島に転封となる。重寛を始め板倉家中にとってこの転封は大きな喜びだったとされ、格式は陣屋大名から城主大名に上がり、伺候席も菊間詰から雁間詰に昇格した。初め家老の松原十郎右衛門を城代として福島へ派遣して福島城の受け取りを行わせ、宝永元年（1704年）に自身が福島へ入部してからは、福島城の修築を始め城下町の整備、藩財政確立のため年貢徴収に努力、藩政の基礎を固めた。
享保2年（1717年）に家督を長男の重泰に譲って隠居した。しかし翌享保3年（1718年）に重泰が急死したため、享保6年（1721年）に53歳で亡くなるまで養孫の板倉勝里を後見した。

## 系譜
父母
- 板倉重種（父）
- 加藤直泰の養女 - 一柳直次の娘（母）

正室
- 亀井茲政の娘

子女
- 板倉重泰（長男） - 生母は正室